# Tramlijn 8 (Brussel)
Tram 8 is een tramlijn uitgebaat door de Brusselse vervoersmaatschappij MIVB, die tussen Louiza en Roodebeek rijdt. De kenkleur van deze lijn is blauw.

## Geschiedenis
Op 27 juni 2018 werd bekendgemaakt dat tramlijn 94 bij de inhuldiging van het nieuw trajectdeel Trammuseum - Roodebeek op 29 september 2018 een nieuw nummer zou krijgen. Daarmee verdwijnt tramlijn 94 uit de straten van Brussel na exact vijftig jaar bestaan. De keuze voor het nieuwe nummer past in de visie van de MIVB om chrono-tramlijnen een laag nummer toe te kennen. Een tramlijn krijgt het label chrono wanneer deze een bovengemiddelde commerciële snelheid heeft, gebruikmaakt van moderne voertuigen, een hoge frequentie heeft en comfortabel is. Andere chronolijnen zijn: tramlijn 3, 4, 7 en 9. Een soortgelijke verandering vond in 2011 plaats toen tramlijn 23 omgedoopt werd tot tramlijn 7.

## Bediening

### Testritten
Tramlijn 8 werd in dienst gebracht ter gelegenheid van de opening van de verlenging van het traject tot Roodebeek. De testritten op het gedeelte tussen Trammuseum en Roodebeek gingen van start op 17 september 2018 en zette zich voort tijdens de twee weken voor de eigenlijke opening. Hierbij werd naast het testen van de infrastructuur gebruik gemaakt om de trambestuurders op leiden en de dienstregelingen uit te stippelen. De eerste tram die het nieuw stuk afreed was het stel 3124 van het type T3000.

### Opening
De opening van tramlijn 8 vond officieel plaats op zaterdag 29 september 2018 plaats, toen de eerste tram met het nummer 8 het volledige traject (van de voormalige tramlijn 94) bereed. Echter werd het trajectdeel Trammuseum - Roodebeek (2,2 km) een dag eerder op vrijdag 28 september 2018 ingehuldigd. Tussen 15u00 en 18u00 waren er randanimaties voorzien en reed tramlijn 8 gratis tussen deze twee haltes. Tramlijn 94 werd die dag nog op een normale wijze bereden tussen Trammuseum en Louiza.

### Voertuigen en frequenties
De voornaamste beslissing om de voormalige tramlijn 94 een nieuw (en laag) nummer toe te kennen was het Chrono-label en de -daarmee verbonden- hogere commerciële snelheid van 22 km/u. Buiten het trajectdeel Buyl - Renbaan van Bosvoorde rijdt tramlijn 8 volledig in eigen bedding, waardoor deze in theorie minder afhankelijk is van het verkeer. In de praktijk zorgen de kruispunten en verkeerslichten het vaakst voor de vertragingen. Een hoge commerciële snelheid betekent in de ogen van de MIVB ook een groter aantal reizigers, een hoge doortochtfrequentie en moderne voertuigen. zo wordt tramlijn 8 enkel bediend door tramstellen met een lage vloer van het type T2000 en T3000. Tijdens de spitsuren rijdt er om de 6 minuten een tram; tijdens de daluren is dit om de 8 minuten. Op zondag en feestdagen moet men 15 minuten wachten tussen twee doortochten.

### Verlenging(en)
De verlenging van tramlijn 8 (ex-94) tot Roodebeek en de opening van tramlijn 9 vormen de twee dringende en al reeds geavanceerde projecten van de MIVB en Brussel Mobiliteit. Het is anno 2018 nog niet duidelijk wanneer en waar tramlijn 8 mogelijks verlengd zal worden, maar af en toe duiken mogelijke pistes op zoals de verlenging tot Marcel Thiry via de Cora van Woluwe gelegen naast de E40. Anderzijds werd er in 2008 gesproken over een verlenging tot de luchthaven van Zaventem tegen 2018-2020, hoewel dat laatste nog onduidelijk is, en wellicht in samenwerking met de Vlaamse Vervoersmaatschappij De Lijn zou gebeuren. Ook de toen opgegeven data blijken tegenwoordig onhaalbaar te zijn.
Omdat het Hermann-Debroux viaduct in de toekomst wordt afgebroken, zal er ruimte zijn voor een verlenging van tramlijn 8 tot aan het bloso complex, waar een P+R gebouwd zal worden. De tramlijn zou dan opgesplitst worden in twee delen, van Bloso - Louiza en Bloso - Roodebeek. Ter hoogte van Hermann-Debroux zou een overstapperron voorzien worden.

## Afbeeldingen

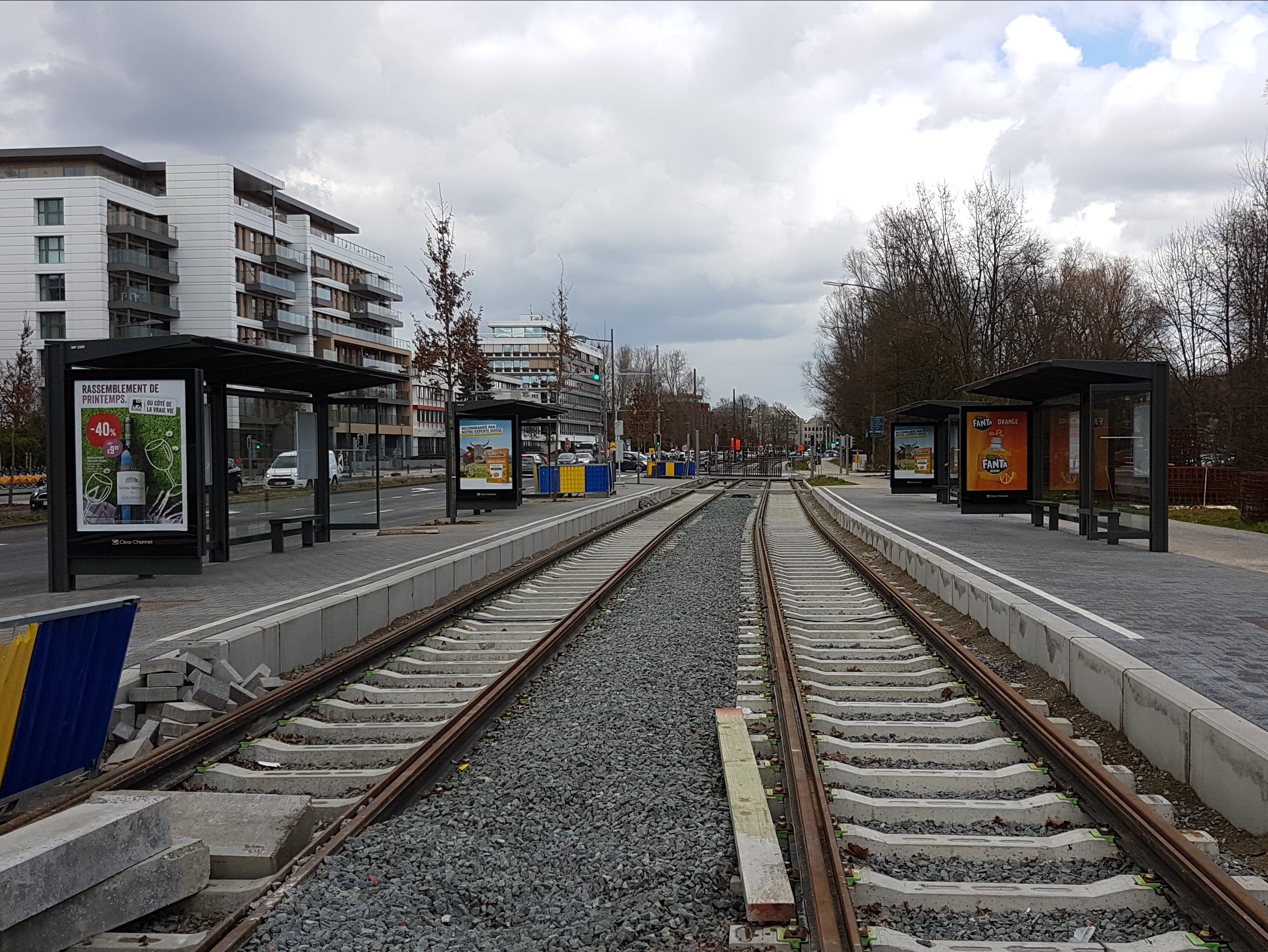
Halte Bronnenpark in aanbouw (2018).
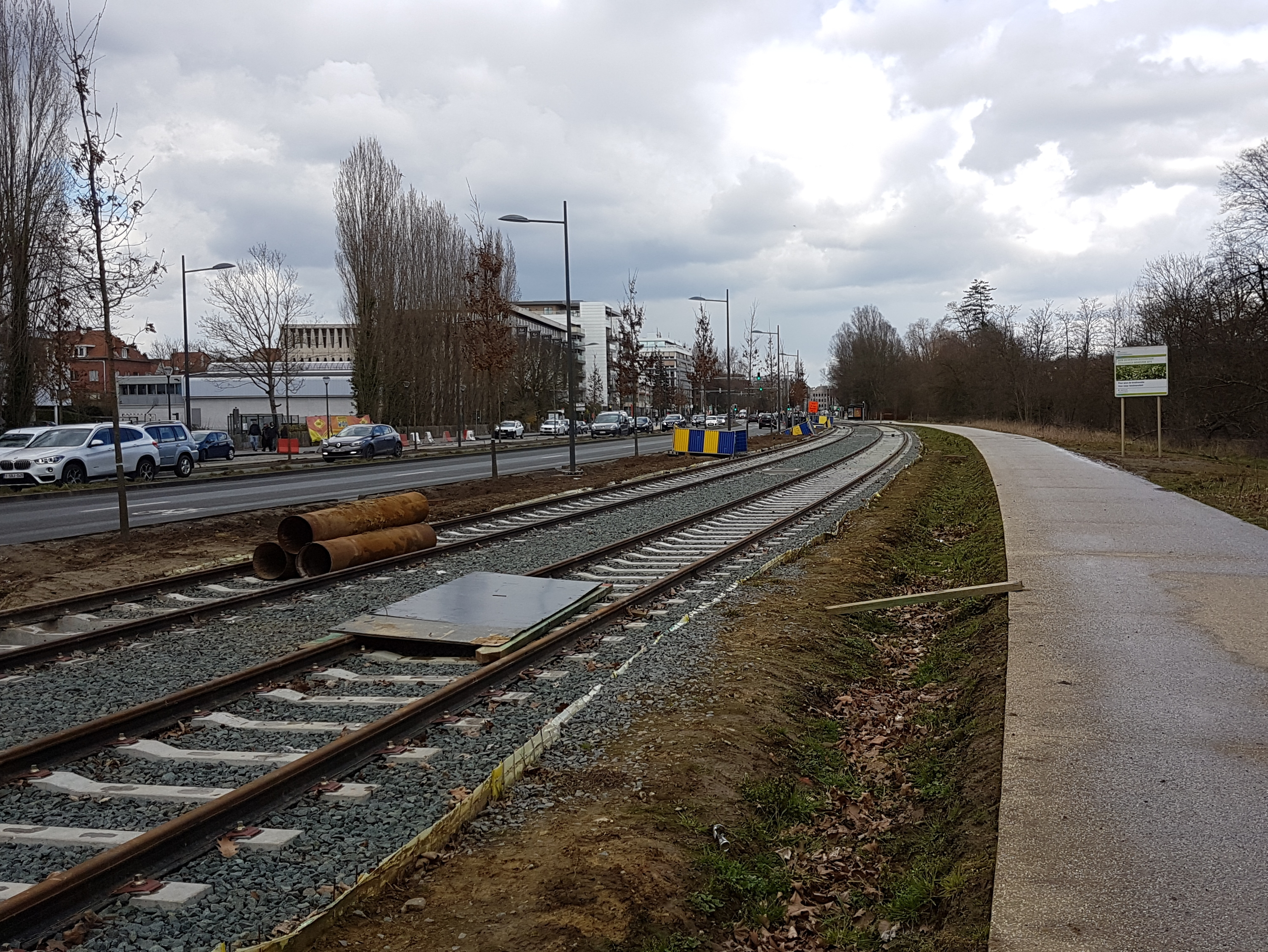
Trajectdeel Trammuseum - Bronnenpark in aanbouw (2018).
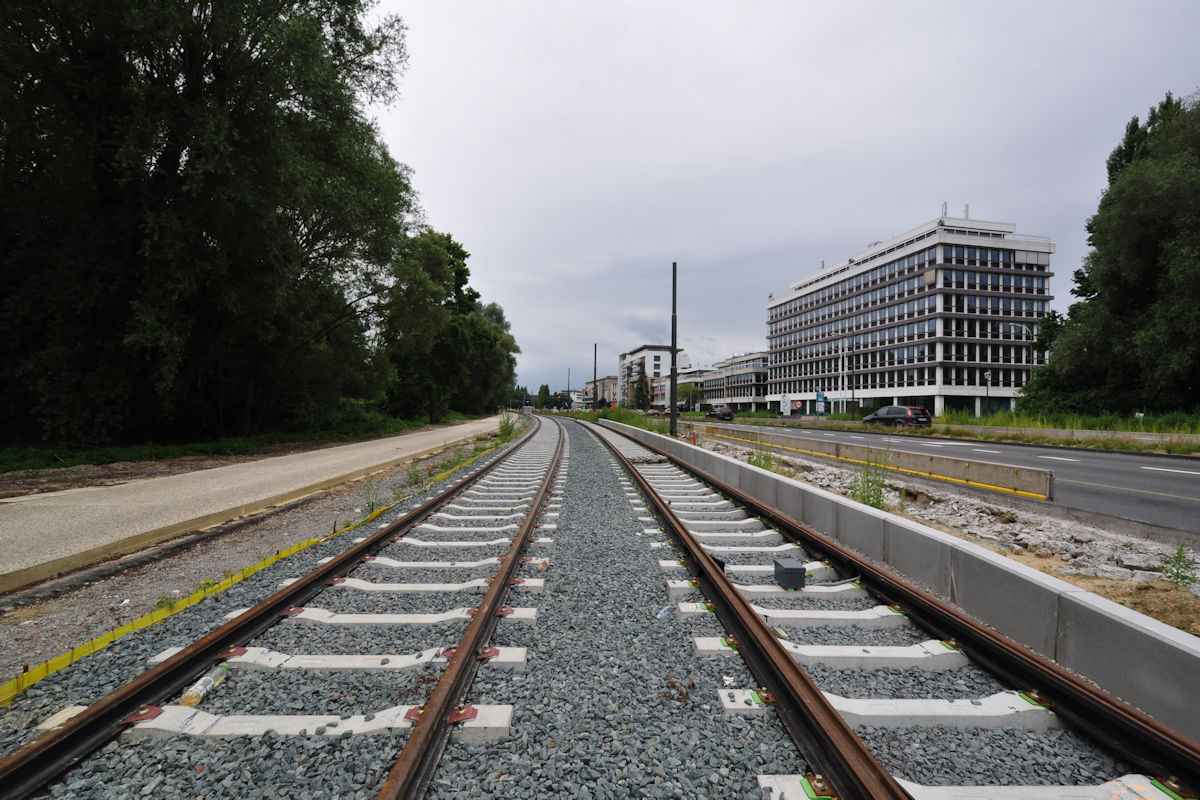
Toekomstige halte Voot (2017).
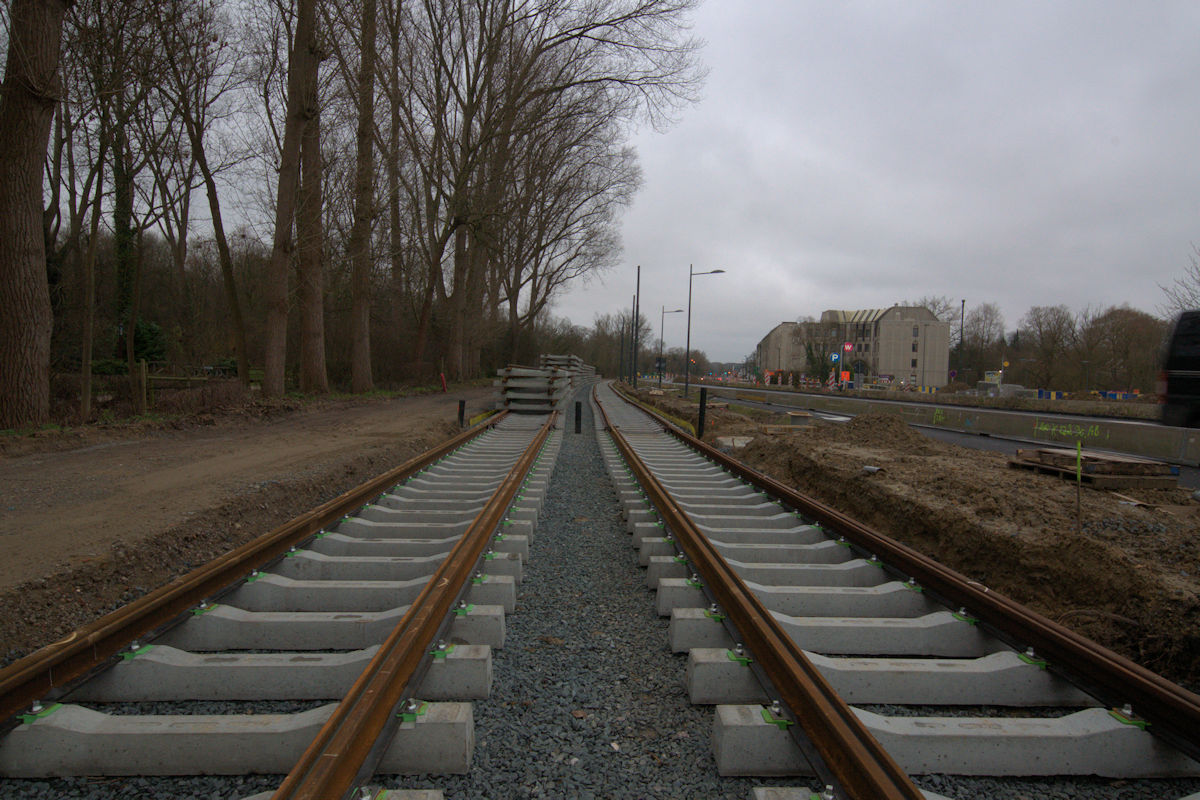
Toekomstige halte Woluwe Shopping (2017).

Louiza · 
Stefania · 
Defacqz · 
Baljuw · 
Vleurgat · 
Abdij · 
Legrand · 
Ter Kameren-Ster · 
Buyl · 
Johanna · 
ULB · 
Solbos · 
Marie-José · 
Brazilië · 
Boondaal Station · 
Renbaan van Bosvoorde · 
Lieveheersbeestjes · 
Bosvoorde Station · 
Delleur · 
Wiener · 
Valkerij · 
Tenreuken · 
Seny-park · 
Herrmann-Debroux · 
Oudergem-Shopping · 
Vorstrondpunt · 
Empain · 
Trammuseum · 
Bronnenpark · 
Voot · 
Woluwe Shopping · 
Roodebeek